# Никос Чаусидис
Никос Чаусидис (на македонска литературна норма: Никос Чаусидис, на гръцки: Νίκος Τσαουσίδης, Никос Цаусидис) е археолог от Северна Македония.

## Биография
Роден е на 17 юли 1959 година в град Ташкент, тогава в Съветския съюз в семейството на емигранти, бойци на Демократичната армия на Гърция от Гражданската война. Баща му е грък, а майка му е с български произход. В 1984 година завършва история на изкуството и археология във Философския факултет на Скопския университет, където завършва и магистратура в 1992 година. Започва професионалното си развитие с проучване на археологическите обекти в Република Македония, а по-късно дава приоритет на сравнителните изследвания на символното художествено изразяване на култови магическо-обредни предмети и прояви в езическите славянски и други митове и религии. Защитава докторат в същия университет в 2002 година в областта на средновековната археология. Преподава във Философския факултет в Скопие музеология, занаятчийски технологии и семиотика на изкуството.
Чаусидис е член на Съвместната мултидисциплинарна комисия между Гърция и Северна Македония.